# Valentines
Valentines es un álbum EP recopilatorio de la cantante Mariah Carey publicado por Columbia Records en los Estados Unidos el 1 de enero de 2000. Se trata de una edición limitada exclusiva de Wal-Mart y el primer álbum de Mariah Carey en Estados Unidos en que se publicó la canción "Do You Know Where You're Going To (Theme from Mahogany)", original de la cantante Diana Ross e incluido en la edición internacional del álbum recopilatorio #1's (1998) a excepción de los Estados Unidos.

## Lista de canciones
1. «Vision of Love» - 3:29
2. «Underneath the Stars» - 3:33
3. «My All» - 3:51
4. «Babydoll» - 5:06
5. «Do You Know Where You're Going To (Theme from Mahogany)» - 3:45

- Datos: Q1955971